# 윤계 (1583년)
윤계(尹棨, 1583년 ~ 1636년)는 조선시대 후기의 문신, 의병장이다. 정묘호란이 일어나자 척화 주전론을 주장하였고, 병자호란 때에도 역시 척화를 주장하였다. 인조의 어가가 남한산성으로 피난가자 의병을 모집하다가 청나라군대에 잡혀서 죽었다. 본관은 남원(南原)으로 자는 신백(信伯), 호는 신곡(薪谷), 시호는 충간(忠簡)이다.
1624년(인조 2) 사마시에 합격하고 1627년 정묘호란 때에는 상소하여 척화(斥和)를 주장하였다. 정시문과에 병과로 급제하여 승문원에 배속되었다. 권지부정자(權知副正字), 홍문관교리, 성균관전적을 거쳐 다시 홍문관교리, 이조좌랑, 남양부사를 역임했다. 1636년 병자호란 때 척화론을 주장하였고, 남한산성이 포위되어 위급하게 되자, 근왕병을 모집하던 중 청나라 군사에게 끌려가 고문당한 후 난도당했다. 바로 이조참판에 증직되었다가 다시 이조판서가 추증되었다. 삼학사의 한 사람인 윤집의 친형이다.

## 생애

### 생애 초반
1583년(선조 16) 현감을 지낸 윤형갑(衡甲)과 관찰사 치경(致敬)의 딸 창원황씨(昌原黃氏)의 아들로 태어났다. 지중추부사 윤우신(尹又新)의 증손으로, 할아버지는 교리 윤섬(尹暹)이다. 청나라에 끌려가 순절한 삼학사의 한사람인 윤집은 그의 동생이었다. 부인은 박정원(朴鼎元)의 딸이다.
1624년(인조 2) 사마시에 합격하고, 1627년(인조 5년) 정묘호란이 터지자 상소하여 척화와 결사 항전을 주장하였다. 1627년 동년의 정시문과에 병과로 급제하고 승문원권지부정자를 거쳐 홍문관교리, 성균관전적, 다시 홍문관교리를 지냈다. 1629년 이조좌랑이 되었고, 1636년 남양부사가 되었다.

### 병자호란과 전사
1636년 겨울 청나라 군사가 쳐들어오자 척화론을 주장하였다. 한편 남한산성이 포위되자 근왕병(勤王兵)을 모집하여 남한산성으로 들어가려다 청나라군에게 잡혔다. 그는 귀순을 권고하는 청나라군사에게 굴하지 않고 대항하다가 몸에 난도질을 당하여 찢겨 죽었다.
바로 이초참판에 추증되고 충신정문(忠臣旌門)이 세워졌다. 시호는 충간(忠簡)이다. 그의 친동생 윤집은 청나라 와의 화의를 강경하게 반대하다가 청나라에 끌려가 옥사하여 3학사로 추앙받았다.

### 사후
그뒤 다시 증 이조판서로 추증되었다.
시신은 경기도 용인군 기흥면청덕리(현, 경기도 용인시 기흥구 청덕동)에 안장되었고, 충신정려문은 묘소 근처에 세워졌다. 한편 임진왜란 때 전사한 할아버지 윤섬, 삼학사인 윤집과 근왕병을 모집하다 살해된 윤계를 가리켜 한 집안의 세 충신이라며 오래도록 추앙하였다.
1668년(현종 9년) 경기도 화성군 남양면에 윤계선생 순절비가 세워졌다. 당시 의정부우의정이었던 우암 송시열이 비문의 글을 짓고, 동춘당 송준길이 글씨를 썼으며, 비석의 앞면 이름은 인현왕후의 아버지 둔촌 민유중이 썼다. 윤계선생 순절비는 후일 경기도 유형문화재 제85호로 지정되었다.

## 가족관계
- 증조부 : 윤우신(尹又新), 지중추부사
  - 할아버지 : 윤섬(尹暹), 용성부원군, 임진왜란 순절
    - 아버지 : 윤형갑(尹衡甲), 현감
    - 어머니 : 창원 황씨(昌原 黃氏), 관찰사 황치경(黃致敬)의 딸
      - 동생 : 윤집(尹集), 삼학사
      - 동생 : 윤유(尹柔)
      - 부인 : 동래 정씨(東萊 鄭氏), 정세미(鄭世美)의 딸
        - 아들 : 윤이흠(尹以欽)
        - 아들 : 윤이명(尹以明), 현감

      - 부인 : 밀양 박씨(密陽  朴氏) 박정원(朴鼎元)의 딸
      - 부인 : 경주 김씨(慶州 金氏), 김덕민(金德民)의 딸

## 같이 보기
| - 윤계선생 순절비 - 병자호란 - 정묘호란 - 김상헌 - 김상용 - 윤흔 - 윤휘 - 김류 - 이귀 - 최명길 - 강화 충렬사 | - 삼학사 - 김자점 - 윤집 - 오달제 - 홍익한 - 윤훤 - 김집 - 안방준 - 송준길 - 송시열 - 윤방 |